# 넥스트 베스트 씽
《넥스트 베스트 씽》(영어: The Next Best Thing)은 미국에서 제작된 존 슐레진저 감독의 2000년 코미디 드라마 영화이다. 루퍼트 에버릿, 마돈나 등이 출연하였고, 레슬리 딕슨 등이 제작에 참여하였다.

## 출연진
- 루퍼트 에버릿
- 마돈나
- 벤저민 브랫
- 마이클 바탄
- 조지프 서머
- 린 레드그레이브
- 닐 패트릭 해리스
- 일리아나 더글러스
- 마크 밸리
- 수잰 크럴
- 린다 라킨
- 킴벌리 데이비스

## 기타 제작진
- 공동 제작: 마커스 비시디, 리처드 S. 라이트
- 미술: 하워드 커밍스
- 의상: 루스 마이어스

## 사운드트랙
1. "Boom Boom Ba" - 메이티스
2. "Bongo Bong" - 마누 차오
3. "Don't Make Me Love You ('Til I'm Ready)" - 크리스티나 아길레라
4. "American Pie" - 마돈나
5. "This Life" - 만달레이
6. "If Everybody Looked the Same" - 그루브 아마다
7. "Why Does My Heart Feel So Bad?" - 모비
8. "I'm Not in Love" - 올리브
9. "Stars All Seem to Weep" - 베스 오턴
10. "Time Stood Still" - 마돈나
11. "Swayambhu" - 솔라 트윈스
12. "Forever and Always" - 가브리엘 야레드